# Нілс Семеновс
Нілс Семеновс (латис. Nils Semjonovs; народився 21 грудня 1991, Лієпая, Латвія) — латвійський хокеїст, нападник. Виступав у лієпайському «Металургсі». Виступав у складі юніорської збірної Латвії (U-18).